# Moravec
Moravec är en ort i Tjeckien.   Den ligger i regionen Vysočina, i den centrala delen av landet, 140 km sydost om huvudstaden Prag. Moravec ligger 551 meter över havet och antalet invånare är 551.
Terrängen runt Moravec är platt, och sluttar österut. Runt Moravec är det ganska glesbefolkat, med 43 invånare per kvadratkilometer. Närmaste större samhälle är Velké Meziříčí, 13,4 km sydväst om Moravec. Trakten runt Moravec består till största delen av jordbruksmark.